# Caerlaverock Castle
Caerlaverock Castle ist eine gut erhaltene Burgruine in der Region Dumfries and Galloway in Schottland. Sie liegt ungefähr 13 Kilometer südöstlich von Dumfries an der B725.
Der Grundstein für die Burg wurde um 1270 gelegt. Sie ist die einzige dreieckige Wasserburg in Schottland. An der nördlichen Ecke befindet sich das Torhaus, das aus einem Doppelturm besteht. Die Burg ist komplett von einem wassergefüllten Graben umgeben und wurde nicht, wie viele andere Burgen, auf einem Felsen errichtet.

## Bauphasen

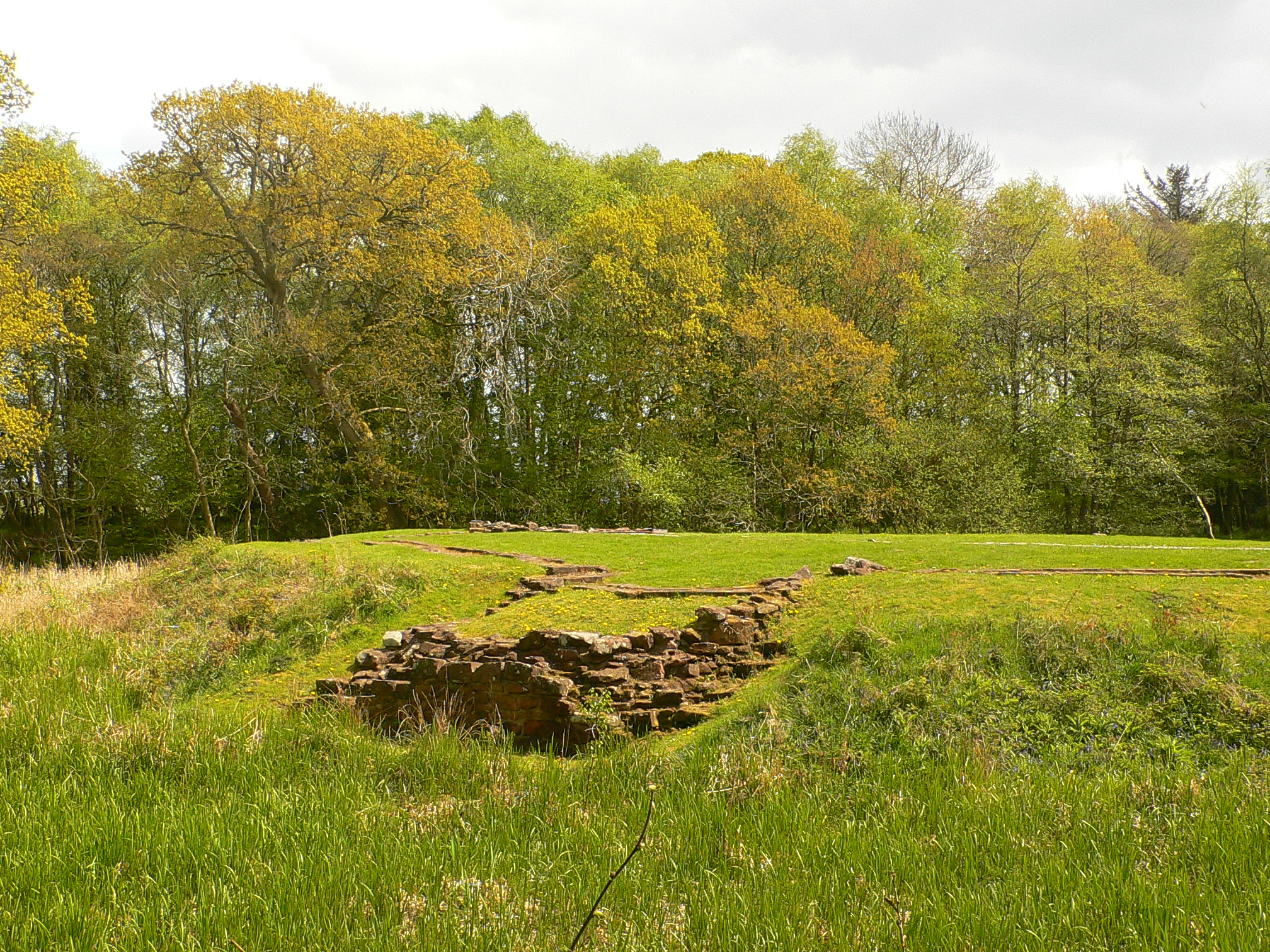
Die Überreste des First Castle

### CaerlaverockFirst Castle
Die ursprüngliche Burg, Caerlaverock First Castle genannt, wurde etwa 200 m südlich von der heutigen Burg gebaut. Im Jahr 1220 ordnete Sir John Maxwell den Bau dieser Vorgängeranlage an, die das „Tor nach Schottland“ bewachen sollte. Die erste Burg stand in einem tideabhängigen Sumpfgebiet, das zu damaligen Zeiten einen viel höheren Wasserstand als heute hatte und in einer hafenähnlichen Bucht mündete. Die Burg stand nicht alleine, sondern war von einer großen Umzäunung/Einhegung umgeben.

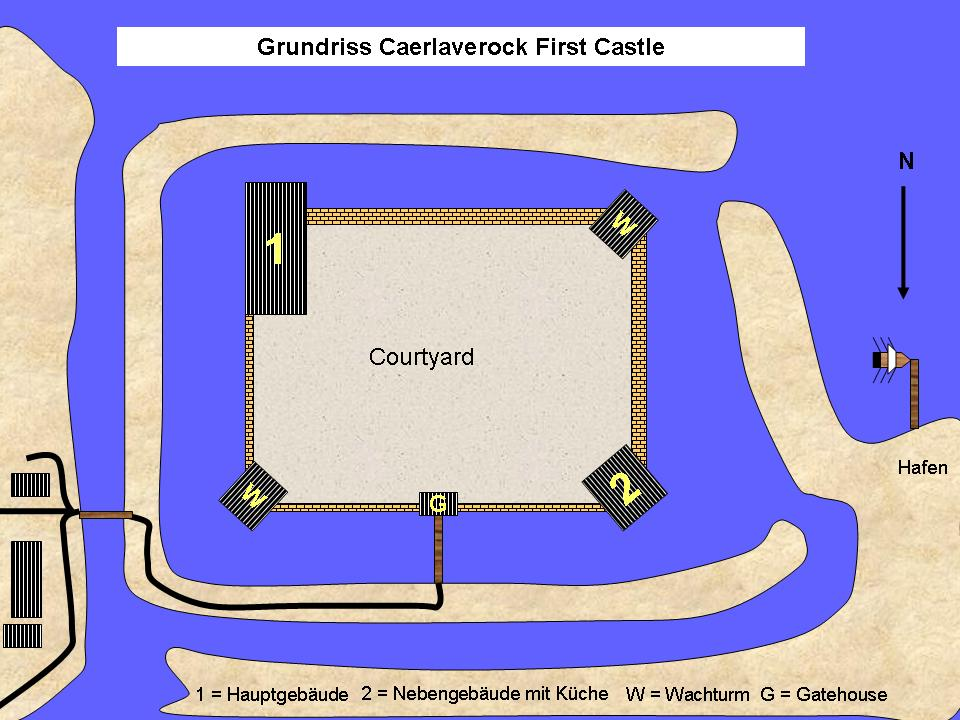
Grundriss des First Castle

Die Hauptaufgabe der damaligen Burgenbauer war es, auf dem tonigen Untergrund eine nahezu viereckige Plattform zu schaffen. Nördlich des Burggrabens wurde eine Brücke gebaut. An der Südseite entstand ein Wohnbau, an den schließlich die äußere Burgmauer angeschlossen wurde. Die zwei sich gegenüberliegenden Hauptgebäude wurden mit einem geschützten Mauergang verbunden, so dass zubereitetes Essen vom Küchengebäude aus regengeschützt ins Haupthaus gebracht werden konnte. Einige Zeit später wurden an den Ecken der Außenmauer noch Türme errichtet, die zusammen mit den Hauptgebäuden alle vier Burgecken abdeckten.
Das First Castle versank schließlich im instabilen und sumpfigen Untergrund, der schlichtweg zu feucht für den Burgenbau war und dazu führte, dass die Gebäude und seine Mauern einstürzten. Nicht einmal 50 Jahre nach der Errichtung musste das Bauwerk aufgegeben werden, denn eine Reparatur erschien wenig sinnvoll. Die Vollendung des zweiten Wachturmes wurde nach neuesten Erkenntnissen wahrscheinlich nie abgeschlossen.
Ausgrabungen im Jahr 1978 zeigten, dass das First Castle eine der ältesten Steinburgen in Schottland war. Heute sind jedoch vom First Castle nur noch ebenerdige Rudimente der Grundmauern zu erkennen, die wenig Aufschluss über die einstige Pracht dieser Gebäude geben.

### CaerlaverockNew Castle

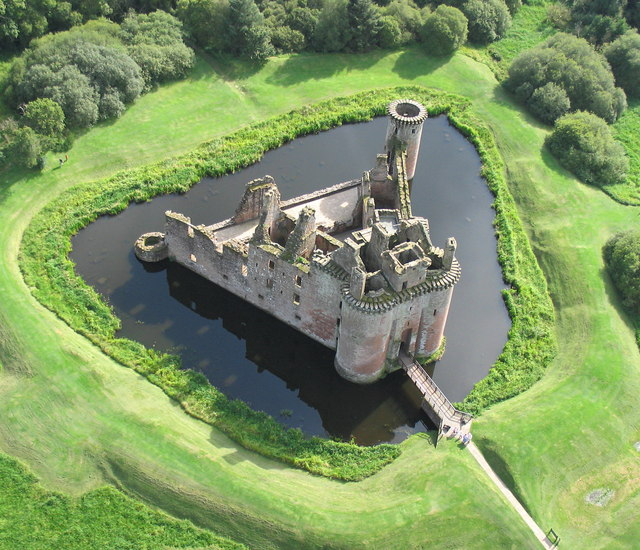
Luftbild des New Castle

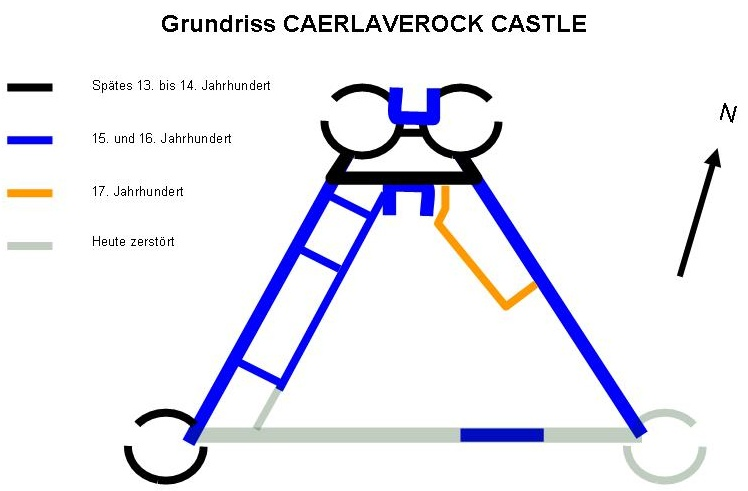
Grundriss des New Castle mit Bauphasen

Die Maxwells entschieden sich 1270, etwa 200 m weiter im Norden eine neue Burg zu erbauen: das Caerlaverock New Castle, wie es heute zu sehen ist. Die Fertigstellung wird aufgrund von Holzfunden, die man einer Altersuntersuchung unterzogen hat, auf 1277 geschätzt. Caerlaverock New Castle ist die einzige dreieckige Burg in Großbritannien.
Caerlaverocks neue Burg hatte im Laufe der Jahre diverse Umbauten zu verzeichnen. 1290 hatten viele Gebäudeteile noch Strohdächer, die im Laufe der Zeit durch haltbarere Materialien wie etwa Steindächer ersetzt wurden. Die einzelnen Stilrichtungen der Epochen finden sich auch in bestimmten Gebäudeteilen wieder, insbesondere in der Außenfassade des Nithsdale Lodgings, dem Haupthaus in der Burg, das 1634 fertiggestellt wurde und das als eines der aufwändigsten und schönsten Burggebäude seiner Zeit bezeichnet wird.

## Strategische Lage

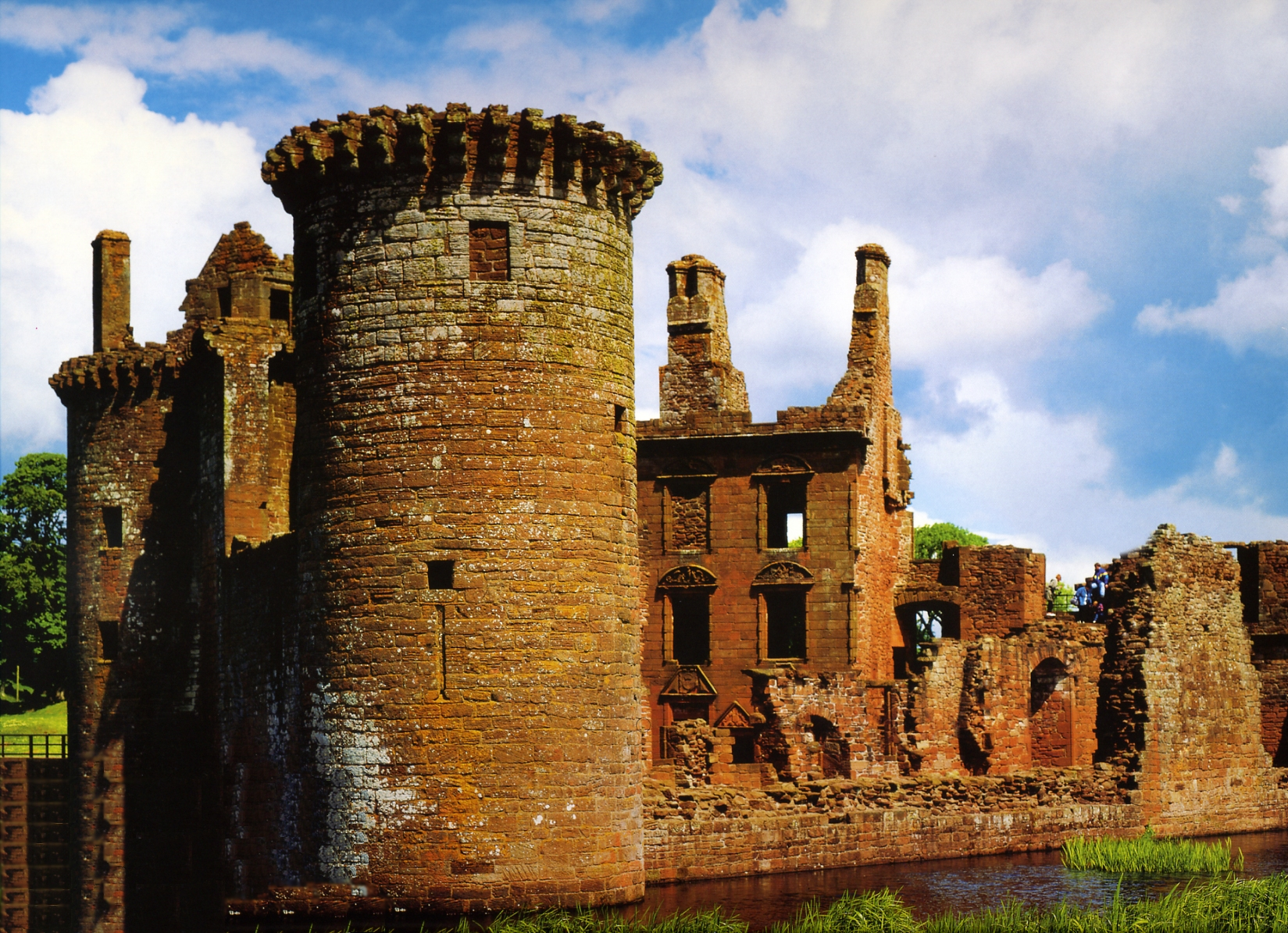
Südwestansicht

Mit ihren imposanten Mauern ist die Burg der Inbegriff von mittelalterlicher Stärke. Von den Doppeltürmen des Torhauses aus konnte der einzige Zugang hervorragend bewacht werden. Auf den mächtigen Wehrtürmen fanden Bogenschützen und Katapulte Platz. Rund um das Gewässer wurden großzügige Wallanlagen aufgeschichtet, welche die Angreifer erst einmal zu Fuß überwinden mussten. Dabei konnten sie aber von den Bogenschützen sehr gut anvisiert und bekämpft werden.
Der einzige Nachteil, den die Verteidiger der Burg hinnehmen mussten, war, dass die Burg bei einem Angriff oder einer Belagerung nicht verlassen werden konnte. Ähnlich strategisch gut gelegene Burgen wie etwa Girnigoe and Sinclair Castle hatten zumindest noch Geheimgänge, die es den Verteidigern ermöglichten, im Belagerungsfall bei Nahrungsmittelknappheit entweder zu flüchten oder neue Lebensmittel zu beschaffen. Dies war bei Caerlaverock Castle nicht möglich.
Durch ihre Nähe zur englischen Grenze spielte die Burg eine wichtige Rolle in den damaligen Grenzkonflikten. Im Mittelalter diente sie dem Schutz des Handels und der Verkehrswege über die Flüsse Nith und Solway. Sir John Maxwell war somit der Behüter der sogenannten West March.

## Geschichte
Caerlaverock Castle war Sitz des Maxwell-Clans. Während des Ersten Schottischen Unabhängigkeitskriegs griff die schottische Besatzung von Caerlaverock Castle wiederholt die englische Besatzung des unweit gelegene Lochmaben Castle an. Während eines dieser Scharmützel wurde Robert Cunningham, der Kommandant von Caerlaverock Castle getötet. Robert Felton, der Kommandant von Lochmaben, ließ den abgeschlagenen Kopf von Cunningham an der Spitze des Hauptturms von Lochmaben anbringen. Während seines Feldzugs im Sommer 1300 belagerte der englische König Eduard I. ab dem 10. Juli Caerlaverock Castle. Die Besatzung wollte die Burg unter ehrenwerten Bedingungen übergeben, doch der König ließ die Burg mit Belagerungsmaschinen beschießen, so dass die Burg nach zwei Tagen erobert werden konnte. Wie die etwa sechzigköpfige Besatzung behandelt wurde, ist unklar. Nach den Angaben eines Chronisten wurde ihr Leben geschont, nach anderen Angaben wurden zweiundzwanzig in englische Gefängnisse gebracht, während die anderen gehängt wurden. Über die Belagerung verfasste ein unbekannter Dichter, der sie vermutlich als Herold auf englischer Seite miterlebte, den Song of Caerlaverock. Caerlaverock wurde anschließend von einer englischen Besatzung gehalten. Im Juli 1312 übernahm der schottische König Robert I. persönlich die Leitung einer Belagerung durch die Schotten, worauf die Burg wahrscheinlich wenig später wieder zurückerobert wurde.

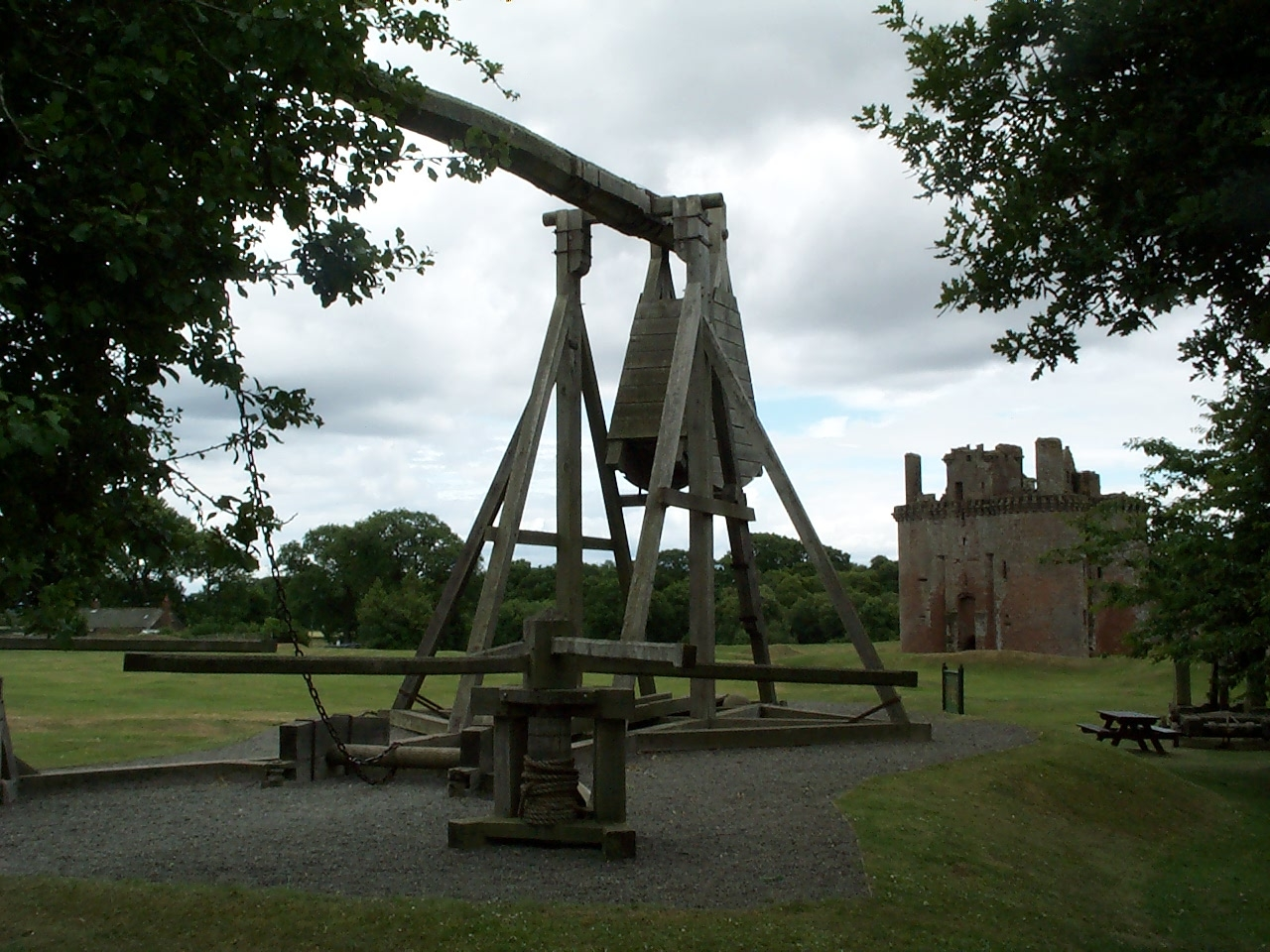
Warwulf

Die Burg wurde noch einige Male von den Engländern angegriffen oder eingenommen (1544 und 1570), bis die Vereinigung der schottischen und englischen Krone im Jahr 1603 zu einem Ende der kriegerischen Auseinandersetzungen zwischen den beiden Königreichen führte.
Im Bürgerkrieg musste sich der Maxwell-Clan, der auf der Seite König Karls I. stand, bereits 1640 gegen eine Belagerungsarmee der presbyterianischen Covenanters verteidigen. Die Belagerer konnten die Burg nicht einnehmen, doch als nach 13 Wochen die Nahrungsmittel knapp wurden, mussten die Verteidiger schließlich aufgeben.

## Die Burg heute
Die letzten Angreifer benutzten Belagerungswaffen ihrer Zeit, vermutlich Kanonen, und hinterließen die Burg in einem teilweise zerstörten Zustand. In der Folge wechselten die Besitzer, von der Familie Herries zu den Duke of Norfolk, die sie 1946 unter staatliche Aufsicht stellten. Nach umfangreichen Erhaltungsarbeiten steht die Anlage heute unter der Obhut von Historic Scotland. 2019 wurde Caerlaverock Castle von rund 39.000 Personen besucht. 2024 betrug die Besucherzahl etwa 40.000 Personen. Um die Burg sind Nachbauten der als Warwulf bezeichneten Katapulte ausgestellt. Bei der Belagerung von 1300 zerstörten die von diesen Katapulten geschleuderten Steine nicht nur die Ringmauern, sondern die dadurch entstehenden Splitter zwangen die Besatzung, ihre Plätze auf den Mauern zu verlassen, worauf die Engländer die Burg stürmen konnten.
- Video zu Caerlaverock Castle, 1. Teil
- Video zu Caerlaverock Castle, 2. Teil
- Video zu Caerlaverock Castle, 3. Teil

## Trivia
Caerlaverock Castle diente im Film Wer ist die Braut? als Kulisse des Hegg Castle, das für eine Hochzeit von einer Ruine provisorisch in einen bewohnbaren Zustand versetzt wird.
Die Burg passt auch zur Beschreibung des Plumpudding Castle in Robbi, Tobbi und das Fliewatüüt, wurde im Film aber nicht verwendet, da es eine Ruine ist.